# Вашингтон Ірвінг
Вашингтон Ірвінг (англ. Washington Irving; 3 квітня 1783 — 28 листопада 1859) — американський письменник, есеїст, біограф та історик першої половини XIX століття.
Найбільш відомий своїми оповіданнями «Легенда сонного виярку» та «Ріп Ван Вінкль», обидва з яких містяться в його книзі «Книга нарисів Джефрі Крейона, джентльмена» (The Sketch Book of Geoffrey Crayon, Gent.). Його історичні праці включають біографії Джорджа Вашингтона, Олівера Ґолдсміта та Мухаммеда, а також декілька праць про Іспанію XV століття, зокрема, присвячених Христофорові Колумбу, Аль-Андалусу й Альгамбрі. Саме збірка новел «Альгамбра» (першодрук — 1832), присвячена легендам історії іспано-мавританського співіснування, вважається вершиною творчості автора.

## Життєпис
Вашингтон Ірвінг народився в сім'ї багатого нью-йоркського комерсанта. Батько був шотландським переселенцем і дуже заможною людиною. У дитинстві малий Вашингтон відзначався мрійливою вдачею, дуже любив читати і слухати оповідання про давні часи. Дитячі та юнацькі враження стали пізніше основою кращих новаторських творів письменника.
Ірвінг вивчав юриспруденцію, займався журналістикою. У 1804 р. здійснив подорож до Європи, де познайомився з багатовіковою європейською культурою, про яку багато читав ще в дитинстві. Так сформувалася головна особливість усієї творчості Ірвінга — поєднання елементів давньої європейської і молодої національної культури.
Повернувшись на батьківщину, Ірвінг у 1807—1808 рр. разом із братом Уільямом і близьким товаришем письменником К. Полдінгом видав альманах «Сальма-ганді» (дослівно — салат із рубленого м'яса з додаванням різних інгредієнтів). У ньому були зібрані різні смішні або дивні історії, анекдоти, міські новини та плітки. А об'єднане все було постатями трьох диваків, які збираються разом у заміському маєтку, весело проводили час і говорили про всілякі речі, розповідаючи один одному різні історії, побрехеньки, пережиті самими або почуті від інших. Основний тон альманаху — дух веселої насмішки над політичним життям та мораллю Америки. Випуски цього альманаху (всього було 20) мали успіх та популярність у читачів.
У 1809 р. Ірвінг вигадав літературну містифікацію, яка спонукала до публікації книги «Історія Нью-Йорка». У вечірній нью-йоркській газеті з'явилося повідомлення, про розшук чоловіка похилого віку на ім'я Дітріх Нікербокер, якого вважали за божевільного мандрівника. Незабаром з'явилося повідомлення, що ніби його бачили насправді. Вигаданий персонаж ставав все реальнішим. Нарешті, з'явилося оголошення про те, що з метою погашення несплаченого готельного рахунку буде надрукований рукопис, який ніби належав цьому мандрівникові. Так з'явилася «Історія Нью-Йорка».
За жанром — це комічна епопея. Це розповідь про патріархальне минуле, яке постало милим, добрим, затишним. Симпатія до минулого поєднана у творі з м'якою іронією. Комічний ефект досягнутий за рахунок гіперболізації і пародійного приниження героїчного матеріалу.
Сатира у творі спрямована проти сучасної автору дійсності. Так, говорячи про політичне життя Нового Амстердама (Нью-Йорка), Ірвінг постійно підкреслював риси минулого і сучасності. Автор висміяв тупість влади, хитрість і підступність священнослужителів.
У 1815 році Ірвінг знову відвідав Європу у справах сімейного бізнесу. Незабаром фірма збанкрутувала і письменнику довелося на довгі 17 років залишитися у Європі. У ці роки він багато подорожував, довгий час жив у Лондоні, Парижі, Дрездені; видав 2 збірки новел «Книга ескізів» (1819) і «Брейсбрідж-холл» (1822), які принесли йому світову славу; познайомився із сучасною літературою і фольклором, живописом і музикою. Своєрідним наслідком стала книга «Розповіді мандрівника» (1824). У цій збірці Ірвінг використав «мандрівні» сюжети європейської літератури, які були відомі ще з античних часів і середньовіччя. У цих оповіданнях фігурували гноми, привиди, диявол, але всьому матеріалу був наданий національний колорит.
У 1842-1846 роках Ірвінг служив послом США в Іспанії.
У 1826 році Ірвінг отримав дипломатичне призначення в Іспанію. Іспанський період виявився для письменника найбільш щасливим і плідним. Йому доручили переклад документів, пов'язаних із подорожжю Христофора Колумба. На їх основі він видав тритомник «Життя Христофора Колумба» (1828).
Інтерес до Іспанії спонукав прозаїка написати від імені домініканського монаха Антоніо Агаггіди історію арабо-іспанських воєн — «Хроніка завоювання Гранади» (1829). Арабо-мусульманські мотиви збереглися і в пізній творчості митця. На схилі років він написав біографію засновника ісламу «Магомет і його прихильники».
У 1829 році Ірвінг знову повернувся в Лондон, а у 1832 р. поїхав на батьківщину. Разом зі своїм другом Полдінгом він подорожува західними районами Америки. В 30-ті роки Захід для письменника — перш за все «область романтики». На власному життєвому матеріалі він написав і видав твори «Поїздка у прерію» (1833), «Асторія» (1836), «Пригоди капітана Боннвіля» (1837).
Останні роки життя Ірвінг провів у своєму маєтку Саннісайд недалеко від Нью-Йорка. Він, як і раніше, мав неабиякий авторитет у літературному світі. Письменник повністю перейшов у біографічний жанр; написав біографії англійського письменника-просвітника О. Голдсміта і президента Дж. Вашингтона.
Помер в 1859 році.

## Список праць
| Назва                                                               | Дата публікації | Написане як                                        | Жанр                         |
| ------------------------------------------------------------------- | --------------- | -------------------------------------------------- | ---------------------------- |
| Letters of Jonathan Oldstyle                                        | 1802            | Джонатан Олдстайл                                  | Спостережні Листи            |
| Salmagundi                                                          | 1807-1808       | Лонселот Лангстафф, Вілл Візард                    | Сатира                       |
| A History of New York                                               | 1809            | Дідріх Кнікербокер                                 | Сатира                       |
| The Sketch Book of Geoffrey Crayon, Gent.                           | 1819-1820       | Джеффрі Крайон                                     | Оповідання/Нариси            |
| Bracebridge Hall                                                    | 1822            | Джеффрі Крайон                                     | Оповідання/Нариси            |
| Tales of a Traveller                                                | 1824            | Джеффрі Крайон                                     | Оповідання/Нариси            |
| The Life and Voyages of Christopher Columbus                        | 1828            | Ірвінг Вашингтон                                   | Біографія/Історія            |
| The Chronicles of the Conquest of Granada                           | 1829            | Фрей Антоніо Агапіда                               | Романтична історія           |
| Voyages and Discoveries of the Companions of Columbus               | 1831            | Ірвінг Вашингтон                                   | Біографія/Історія            |
| Tales of the Alhambra                                               | 1832            | «The Author of the Sketch Book»                    | Оповідання                   |
| The Crayon Miscellany                                               | 1835            | Джеффрі Крайон                                     | Оповідання                   |
| Astoria                                                             | 1836            | Ірвінг Вашингтон                                   | Біографія/Історія            |
| The Adventures of Captain Bonneville                                | 1837            | Ірвінг Вашингтон                                   | Біографія/Романтична історія |
| The Life of Oliver Goldsmith                                        | 1840            | Ірвінг Вашингтон                                   | Біографія                    |
| Biography and Poetical Remains of the Late Margaret Miller Davidson | 1841            | Ірвінг Вашингтон                                   | Біографія                    |
| Mahomet and His Successors                                          | 1850            | Ірвінг Вашингтон                                   | Біографія                    |
| Wolfert's Roost                                                     | 1855            | Джеффрі Крайон Дідріх Кнікербокер Ірвінг Вашингтон | Біографія                    |
| The Life of George Washington (5 томів)                             | 1855-1859       | Ірвінг Вашингтон                                   | Біографія                    |

## Переклади українською
- Вашингтон Ірвінг. Легенда про Сонну Балку та інші історії / пер. з анг. Євген Тарнавський. — К. : Знання, 2017. — 191 с. — ISBN 978-617-07-0558-7.[7]

## Галерея

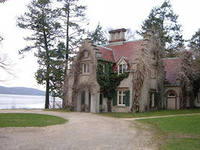
Будинок-музей Ірвінга
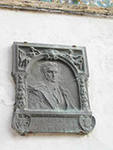
Меморіальна дошка. Севілья, Іспанія
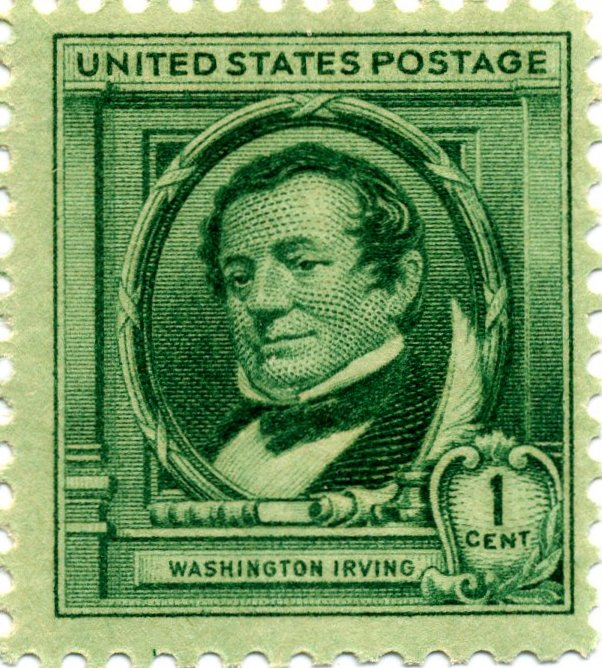
Поштова марка (1940)
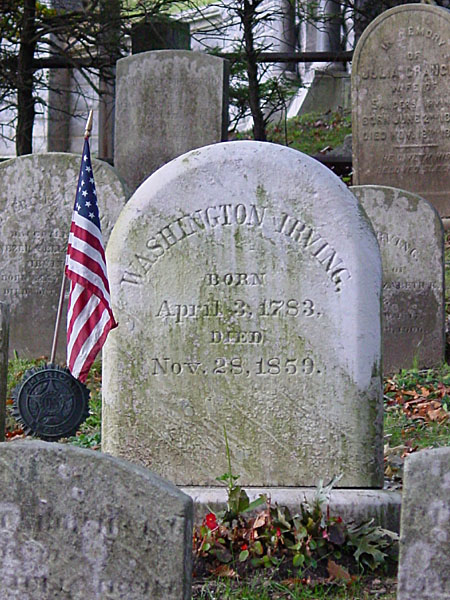
Могила Вашингтона Ірвінга